# 井上まひろ
井上 まひろ（いのうえ まひろ、12月8日 - ）は、日本の女性声優。プロダクション・エース所属。埼玉県出身。

## 人物
趣味・特技は歌うこと、猫と遊ぶ、フィギュアスケート、洋裁、肩たたき、猫の鳴き声。

## 出演

### テレビアニメ
- サザエさん40周年スペシャル・母さんのふるさと（2009年、子供の鯛造）
- Another（2012年、望月知香）
- サザエさん新春福袋スペシャル（2014年、子供C）

### webアニメ
- とよたの夜明け〜中村寿一物語〜（2015年）
- とよた人物記〜牧野義雄・敏太郎物語（2015年）

### ゲーム
- Sudeki〜千年の暁の物語〜（2004年）

### ドラマCD
- 源内妖変図譜

### 吹き替え

#### 映画
- 悪夢男
- エディット・ピアフ〜愛の讃歌〜
- 海角七号 君想う、国境の南
- ケイラ 雪原の友だち
- コッホ先生と僕らの革命（クララ・ボーンシュテッド）
- ザック・エフロン in ダービー・スタリオン
- サンザシの樹の下で
- サンタクロースになった少年
- ジャングルの少女 タイナ（ジョニーニョ）
- スパイダー・キングダム
- 正しい恋愛小説の作り方
- チョイス!
- トラブル・イン・ハリウッド
- ドランのキャデラック
- はじめて馬に乗った日
- 罰ゲーム
- ぼくとロッタの大逆転（カミラ）
- MOBILE
- ラビリンス 抜け出せないふたり
- レイジング・インフェルノ

#### ドラマ
- アーロン・ストーン
- iCarly
- 蒼のピアニスト（ウヌ）
- ゴースト 〜天国からのささやき
- サマンサ Who?
- CSI:ニューヨーク7
- ジャイアント
- スターゲイト アトランティス
- チャームド 〜魔女3姉妹〜
- トキメキ☆成均館スキャンダル
- Dr.HOUSE
- 秘密情報部トーチウッド
- 僕の妻はスーパーウーマン（ウン・ソヒョン）
- ホット・ショット
- ライ・トゥ・ミー 嘘は真実を語る
- リゾーリ&アイルズ2
- ロー&オーダー
- ロビン・フッド
- 私に嘘をついてみて
- 私はラブ・リーガル3

#### テレビアニメ
- アドベンチャー・タイム
- アイアンマン ザ・アドベンチャーズ
- フォスターズ・ホーム
- プチバンピ

### ボイスオーバー
- エレンの部屋
- BBC地球伝説 野生のゾウと暮らす
- BBC地球伝説 世界・建築遺産の旅
- ピラミッド 5000年の嘘
- eラーニング

### ナレーション
- 新潟ホンダプリモ　ラジオ・TVCM
- 長野ホンダプリモ　ラジオ・TVCM

### TV・ラジオCM
- ドリームモータースクール
- UGA ジャイアン編

### ラジオ
- 小森まなみのPOP‘NパジャマEYE
- ファンタジスタ

### 舞台
- ちっちゃい子コンサート2004・他